# Клер Волтрен
Клер Волтрен (фр. Claire Vautrin) бивша је француска кајакашица, учесница Летњих олимпијских игара у Лондону 1948.. Била ја прва Фрацускиња које је учествовала на Летњим олимпијским играма у кајакашком спорту.
На Играма у Лондону 1948, Волтрен је учествовала у дисциплини кајак једносед К-1 на дистанци од 500 метара. У квалификацијама била је четврта у првој групи и пласирала се у финале.. У финалној трци је веслала лоше и завршила на последњем осмом месту.